# フィードバックマップ
フィードバックマップ（Feedback Map）とは、デザイン思考に基いて考えたアイデアを発表後、プレゼンテーションやプロトタイプに対してのフィードバックを視覚的にまとめることのできる手法である。デザイン思考における手法の一つであり、主にプロトタイプをユーザーにテストしてもらった後に用いられる。
この作業は、4つの象限に意見を分類することでアイデアに対する評価を体系的に把握することができ、アイデアの改善へと繋げることを目的とする。
象限は、良い点、改善点、疑問点、アイデアの4つに分類し、それぞれの領域に評価コメントを書いたポストイットを貼っていく。

## 手順
①アイディアを発表。
②発表についてフィードバックをもらう。
③もらったフィードバックを以下の4軸にわけて視覚化していく。
④再度検証、ブラッシュアップを行っていく。